# Sassari (provincie)
De provincie Sassari (Italiaans: provincia di Sassari; Sardijns: provìntzia de Tàtari, Sassarees: prubìnzia di Sàssari) is de noordelijkste van de vijf provincies van de Italiaanse autonome regio Sardinië. Hoofdstad is de stad Sassari.
De provincie telt in totaal 322.236 inwoners. Sassari grenst in het zuiden aan de provincies Nuoro en Oristano.
In de provincie Sassari (afgekort: SS) wordt afwijkend van de rest van Sardinië geen Sardisch maar een meer op Corsicaans gelijkend dialect gesproken. In Alghero en omgeving spreekt men dan weer een dialect dat gelijkt op het Catalaans. De officiële taal is overigens, net als op de rest van Sardinië enkel het Italiaans.

## Belangrijke plaatsen
- Sassari (129.790 inw.)
- Olbia (57.889 inw.)
- Alghero (39.372 inw.)
- Porto Torres (21.064 inw.), een havenplaats, waarvandaan veerverbindingen vertrekken richting Corsica.